# Schulek Mátyás (tanár)

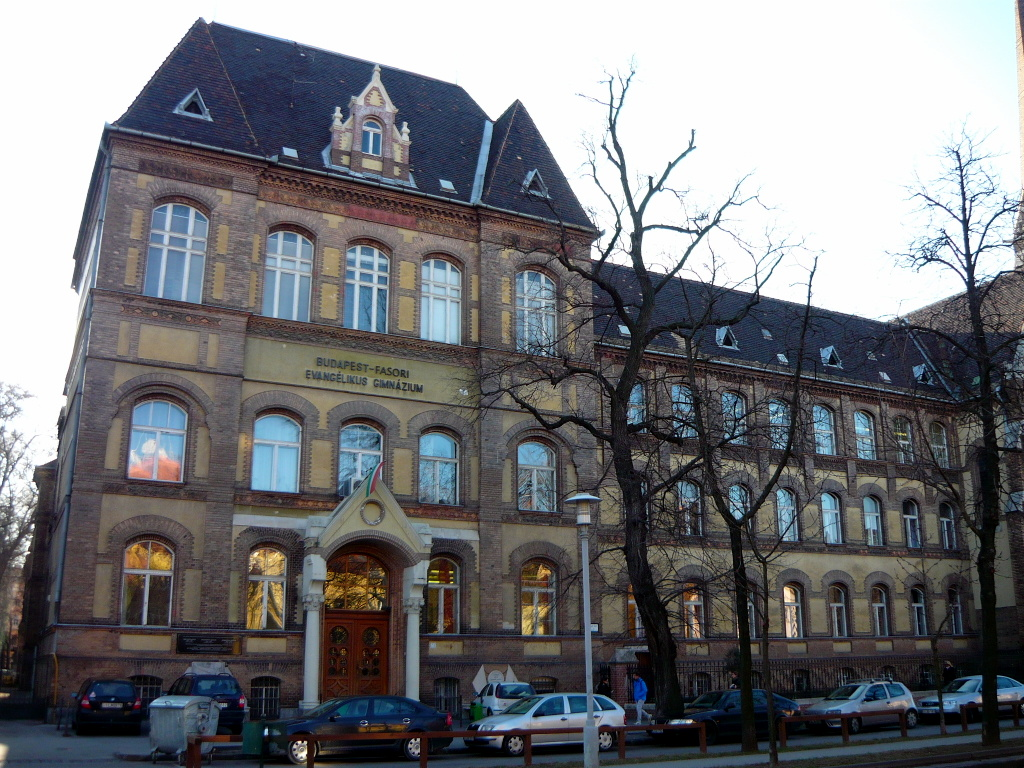
1989-2005 között a Budapest-Fasori Evangélikus Gimnáziumban tanított és igazgató is volt.

dr. Schulek Mátyás (Budapest, 1935. március 5. – Budapest, 2018. október 5.) evangélikus lelkész, a Deák Téri Evangélikus Gimnázium újraindító igazgatója.

## Életpályája
Elemi iskoláit Kassán és Nyíregyházán végezte, majd a Debreceni Református Kollégiumban és a Sárospataki Református Kollégiumban tanult. 1953-ban Komáromban érettségizett kitűnő eredménnyel. 1955-től a Debreceni Tudományegyetemen tanult.
1956-ban szinte akaratlanul sodródott bele a politikai eseményekbe. A debreceni egyetem forradalmi bizottsági elnökévé választották. 1957-ben öt év börtönbüntetésre ítélték. 1959-ben amnesztiával szabadult, ekkor kerülhetett sor elhalasztott esküvőjére is.
Szabadulása után a Kelenföldi Evangélikus Egyházközségben, mint segédharangozó és segédegyházfi dolgozott, volt villanyszerelő segédmunkás, az Április 4. Gépgyárban kitanulta a hegesztést, géplakatos szakmunkás bizonyítványt szerzett. Megbecsült szakemberként távozott a nehéziparból az ELTE bölcsészkarára 1965-ben. Hiányzó vizsgáit letette, megszerezte magyar-történelem szakos tanári diplomáját, majd estin elvégezte az angol tanári szakot.
1965 szeptemberében kezdett tanítani a Hűvösvölgyi Nevelőotthonban, majd 21 éven át gyakorolta tanári hivatását a kőbányai I. László Gimnáziumban. Tanított esti tagozaton, felnőtt tanfolyamokon is.
1989 elején az újra induló Budapest-Fasori Evangélikus Gimnázium egyik alapító tanára lett. 1992-es újraindításától 2005-ig a Deák Téri Evangélikus Gimnáziumot vezette.
Teológiai tanulmányainak befejeztével 1993-tól 20 éven át a Budapest-Kelenföldi evangélikus egyházközségben szolgált. Egyházától 2002-ben Péterfy Sándor oktatási díjat, 2014-ben pedig Ordass Lajos díjat kapott.[forrás?]
Első feleségétől, Bende Erzsébettől 2 lánya, a másodiktól, Harka Saroltától egy fia született.
Irodalmi elemzései, kritikái, egyházi témájú írásai többek között  az Alföld, Evangélikus Naptár, Evangélikus Élet és a Köznevelés szaklapokban jelentek meg.

## Schulek Mátyás az Állambiztonság célkeresztjében
Schulek Mátyásról a következő dossziékban találhatók jelentések
Dosszié típusa: 3.1.9. Dosszié jelzete: V-143439. Dosszié tárgya: Schulek Mátyás.
Dosszié típusa: 3.1.9. Dosszié jelzete: V-145957/a. B. M. Hajdú-Bihar megye 34-5380/59 Ellenforradalmi cselekmények miatt elítéltek. Schulek Mátyás.
Dosszié típusa: 3.1.2. Dosszié jelzete: M-41768. Dosszié tárgya: Philips. Titkos megbízott. Győr-Sopron Megyei RFK.
Dosszié típusa: 3.1.2. Dosszié jelzete: M-36800. Dosszié tárgya: „Fenyő” 1973-1976. Az ügynök tanár.
Dosszié típusa: 3.1.2. Dosszié jelzete: M-36388. Krisztina. "Krisztina" fedőnevű titkos megbízottat a BRFK III/III-a alosztálya foglalkoztatta 1973-74-ben.
Dosszié típusa: 3.1.5. Dosszié jelzete: O-16230. Futó Dezső. Futó Dezső kisgazdapárti, majd függetlenségi párti politikus anyaga.
Dosszié típusa: 3.1.9. Dosszié jelzete: V-144220. Balázs Piri László és társai.
Dosszié típusa: 3.1.9. Dosszié jelzete: Hajdú Megyei Vizsgálati Napló.
Dosszié típusa: 2.2.1. Dosszié jelzete: I/10. 4.doboz. Operatív kartonok.
Dosszié típusa: 3.1.5. Dosszié jelzete: O-16616/30. Merényi László.
Dosszié típusa: 3.1.9. Dosszié jelzete: V-150370. Hajdú-Bihar megye monográfiája I.
Schulek Mátyás elleni vádak és a nyomozási eredmények összefoglalása. Az 1956-os „ellenforradalom” alatt, a „Forradalmi Bizottmány” „tízek” tanácsának tagja volt. Az országos diákkonferencia egyik eszmei vezetője volt Debrecenben. Az októberi események alatt a pesti eseményekről hírszerzéseket eszközölt. A DISZ (Dolgozó Ifjúság Szövetsége) megszüntetését, illetve a MEFESZ életre hívását az egyetemeken javasolta. Az egyetemi forradalmi bizottmány munkájában csak november 4-ig vett részt, oda a bölcsészkar hallgatói delegálták. 1957. július 1. Schulek Mátyás IV. éves hallgatót az egyetemi fegyelmi bizottság 2 félévre eltiltotta egyetemi tanulmányainak folytatásától. Schulek Mátyás az „ellenforradalom” idején a debreceni forradalmi bizottmány megbízásából gépkocsin járta Hajdú- Bihar megye községeit és szervezte „a forradalmi bizottmányokat”. 1957. október 23-án Lakatos Ferenc vezette debreceni megyei bíróság 5 évi börtönre, mint főbüntetésre, 6 évi jogfosztásra és 300 Ft. értékű ingóvagyon elkobzására, mint mellékbüntetésre ítélte. A vád szerint már apja miatt is a rendszer ellensége volt. A vádlott csak részben ismerte el bűnösségét. A vád elsősorban Mihályi János, Zsom Lajos és Lévai Sándor tanúk vallomásait használta fel. E vád szerint a vádlott a kommunisták uralmának lejártáról, a párt megszűnéséről beszélt a böszörményi gyűlésen. Ezt mondta: „mi ki voltunk kitéve az ők szeszélyeinek, pedig még a nevüket se tudták becsületesen leírni”. Hajdúböszörményben a tanácsháza nagytermében tartott program- beszédet, ott a Szovjet csapatok ellen uszított, s mindenkit sztrájkra hívott fel. Végső István viszont a tárgyaláson azt vallotta, hogy a vádlott nem a párt ellen, hanem a Rákosi és Gerő klikk ellen harcolt. A bíróság Zsom Lajos vallomását fogadta el. 1958 szeptember 16-án Debreceni Bíróság a demokratikus államrend megdöntésére irányuló mozgalomban tevékeny részvétel btt. miatt 3 év börtönre és 3 év politikai jogvesztésre ítélte. 1970. évi 7. 10. § alapján mentesült a büntetett előélethez fűződő hátrányok alól, de még 1976-ban is megfigyelés alatt tartották, külföldi levelezését ellenőrizték.

## Fontosabb munkái
- Szilvásy Imre - Schulek Mátyás - Harka Sarolta. Angol nyelvi feladatlapok I-II. Tankönyvkiadó. 1979.
- Szilvásy Imre - Schulek Mátyás - Harka Sarolta. Angol nyelvkönyv I-II. Szakmunkásképző iskola - Kereskedelmi szakmák. Tankönyvkiadó. 1982.